# Zecchino d'Oro 2013
Il cinquantaseiesimo Zecchino d'Oro si è svolto a Bologna dal 19 al 23 novembre 2013 ed è stato trasmesso in diretta su Rai 1 e Rai HD in eurovisione e in Mondovisione. Inoltre è stato trasmesso anche su Rai Italia (Rai Internazionale), ed in replica su Rai Yoyo. 
È stato condotto da Veronica Maya e Pino Insegno. 
In questa edizione l'ospite d'onore è Lallo il Cavallo il pupazzo di Rai Yoyo. 
Nella conferenza stampa dell'8 novembre 2013, viene annunciato il ritorno dello Zecchino d'argento  per tutte le canzoni: dal mercoledì al venerdì infatti i brani vengono votati, e i voti delle giurie si sommeranno per decretare lo Zecchino d'argento.
Dopo 40 anni ritorna l'esecuzione dal vivo dei brani, seppur non durante tutte le giornate (soltanto dalla seconda alla quarta giornata), eseguiti da vari professionisti.
È stata annunciata l'introduzione di un nuovo premio, lo Zecchino Web  (un premio simile al Telezecchino, ma in versione 2.0) che andrà al brano con il più alto numero di "Mi piace" nella pagina Internet dello Zecchino. Il premio è stato vinto da Il Verbivoro con 1.800 "Mi piace".
C'è stato anche un altro premio lo Zecchino Memories, da assegnare a un brano delle edizioni precedenti, è stato vinto da È meglio Mario dello Zecchino D'Oro 1996.
I 13 testimonial d'eccezione che nella prima puntata hanno accompagnato gli interpreti di questa edizione sono stati: Matilde Brandi, Andrea Lucchetta, Oreste Castagna, Greta Pierotti, Marino Bartoletti, Francesca Fialdini, Roberta Capua, Orietta Berti, Tiberio Timperi, Giovanni Muciaccia, Lorenzo Branchetti, Claudio Lippi e Massimiliano Ossini.
Tante le telefonate dei vip che hanno sostenuto il progetto Costruiamo Casa Ninna Mamma, tra cui, Milly Carlucci, Massimo Ranieri, Elena Sofia Ricci, Luca Barbarossa, Franco Nero e Simone Cristicchi.

## Brani in gara
- Bambu balla (Testo: Jovica Jović, Lu Colombo/Musica: Jovica Jović, Lu Colombo) - Serena Guarrata (6 anni e ½), Carola Sorace (8 anni) e Claudia Zingarelli (8 anni)
- Choco Jodel ( Svizzera) (Testo italiano, tedesco e francese: Tamara Brenni/Musica: Fabrizio Ronco) - Letizia Manzato (9 anni) e Liam Sampaio (6 anni)
- Due nonni innamorati (Testo: Maria Francesca Polli/Musica: Marco Iardella) - Nayara Benzoni (7 anni)  (1º posto)
- Facile facile (Testo: Emilio Di Stefano/Musica: Marco Iardella) - Lucia Giacco (9 anni)
- Il Verbivoro (Testo: Stefano Panizzo/Musica: Stefano Panizzo) - Giacomo Pedini (10 anni)
- La ranocchia pintistrocchia (Testo: Rosario Trentadue/Musica: Rosario Trentadue) - Anastasia Tranchina (4 anni)
- Mister Doing (il signor canguro) (Testo: Gianfranco Grottoli, Andrea Vaschetti/Musica: Gianfranco Grottoli, Andrea Vaschetti) - Simone Cavallaro (7 anni) (3º posto)
- Ninnaneve (Testo: Gerardo Attanasio/Musica: Giuseppe De Rosa) - Fiamma Boccia (9 anni e ½) (2º posto)
- Plik e Pluk (Testo: Gianfranco Grottoli, Andrea Vaschetti, Fabrizio Ronco/Musica: Gianfranco Grottoli, Andrea Vaschetti, Fabrizio Ronco) - Luisa Saggiomo e Giorgia Toscano (entrambe 4 anni)
- Quel secchione di Leonardo (Testo: Arianna Giorgia Bonazzi/Musica: Mariano Calazzo) - Maria Cristina Camarda (10 anni) e Jacopo Golin (6 anni)   (1º posto)
- Sognando Sognando ( Venezuela) (Testo spagnolo: Lilian Angulo/Testo italiano: Mario Gardini/Musica: Lilian Angulo) - Monica Prencipe (8 anni)
- Una vita da bradipo (Testo: Paolo Buconi/Musica: Paolo Buconi, Davide Fasulo) - Martino Vaona (7 anni)

## Ascolti
Risultati di ascolto delle varie serate, secondo rilevazioni Auditel.
| n°    | messa in onda    | Telespettatori | Share  |
| ----- | ---------------- | -------------- | ------ |
| 1     | 19 novembre 2013 | 2.549.000      | 17,44% |
| 2     | 20 novembre 2013 | 2.221.000      | 16,35% |
| 3     | 21 novembre 2013 | 2.237.000      | 16,43% |
| 4     | 22 novembre 2013 | 2.361.000      | 16,98% |
| 5     | 23 novembre 2013 | 2.886.000      | 16,59% |
| Media | Media            | 2.450.800      | 16,76% |

## Curiosità
- Per la prima volta in 10 anni, una canzone è interpretata da 3 solisti, Bambu Balla.
- Fiamma Boccia è la sorella minore di Emilia Boccia che nel 2011 ha interpretato Prova a Sorridere, e nel 2016 ha rappresentato l'Italia allo Junior Eurovision Song Contest, classificandosi terza.
- È l'ultima edizione in cui lo Zecchino D'Oro viene vinto da due brani ex aequo.
- Tamara Brenni è la mamma di Eleonora Brenni che nel 2006 interpreto La mia Suisse, inoltre dirige il Piccolo Coro Arcobaleno a Pois, che fa parte della Galassia dell'Antoniano.
- Nella finale è stato ospite Hala Al Sabbagh, dalla Siria, l'interprete di La Terraluna, brano vincitore dello Zecchino d'Oro 1998.

## Solidarietà
Per il secondo anno consecutivo il Cuore dello Zecchino d'Oro (nuovo nome del Fiore della solidarietà) è destinato alla costruzione di case d'accoglienza per favorire l'accesso alla terapia antiretrovirale delle madri e donne incinte sieropositive in Mozambico, allo scopo di ridurre la trasmissione del virus HIV dalle mamme ai figli. Dopo la costruzione di 9 case lo scorso anno, il progetto prevede la costruzione di nuove case in tre anni, per un totale di 20.
Il nuovo motto scelto è stato Il Cuore dello Zecchino d'Oro batte per il Mozambico, mettici un pezzo anche tu!
Nella serata finale sono stati raggiunti 200.000 contatti.
Il nome dell'iniziativa era Costruiamo Casa Ninna Mamma.

## Giuria
Nella prima puntata non era presente la giuria, poiché la gara è iniziata nella seconda giornata; sono stati eseguiti tutti i brani senza votazione.
La giuria ha il compito di votare dalla seconda alla quarta giornata lo Zecchino d'argento, mentre la quinta giornata lo Zecchino d'Oro. Presidenti di giuria fissi sono Federica Gentile e Tony Maiello.
Nella seconda giornata la giuria è stata composta da 10 ex coristi e solisti dello Zecchino che vi hanno partecipato dal 1963 al 1979, tra cui Simonetta Gruppioni solista de Il caffè della Peppina e Barbara Bernardi solista di Ninna nanna del chicco di caffè.
Nella terza giornata la giuria è stata composta da 10 ex coristi e solisti dello Zecchino che vi hanno partecipato dal 1980 al 2000.
Nella quarta giornata la giuria è stata composta da 10 ex coristi e solisti dello Zecchino che vi hanno partecipato dal 2001 al 2011.
Nella giornata finale, la giuria è stata composta come ogni anno da 20 bambini dagli 8 ai 12 provenienti da tutta Italia.

## Musica dal vivo
Dalla seconda alla quarta giornata, ogni brano (di cui Franco Fasano è direttore artistico), a turno, viene eseguito dal vivo da artisti professionisti, un pò simile al gioco del Jolly che era presente nel 2008 e nel 2009 in cui i brani venivano eseguiti in duetto con celebrità italiane.

### Seconda giornata
- Plik e Pluk: Mauro Vero (chitarra), Stefano Bussoli (marimba), Sandro Comini (trombone)
- Una vita da Bradipo: Mauro Vero (steel guitar), Sandro Comini (trombone), Stefano Barzan (pianoforte)
- Facile facile: Massimo Varini (chitarra)
- Quel secchione di Leonardo: Massimo Tagliata (con fisarmonica costruita sul progetto di Leonardo Da Vinci)

### Terza giornata
- Choco Jodel: Manuela Turrini (fisarmonica)
- Ninnaneve: Quartetto Pegaso (violino), Emanuela Degli Esposti (arpa)
- La Ranocchia Pintistrocchia: Sandro Cosentino (violino), Andrea Menabò (chitarra folk), Fabio KoRyu Calabrò (ukulele), Alex Volpi (chitarra)
- Il Verbivoro: Hilario Baggini (Polistrumenti), Alex Volpi (chitarra elettrica)

### Quarta giornata
- Mister Doing (il signor canguro): Marchino Zanotti (percussioni urban), Stefano Bussoli (marimba)
- Bambu balla: Salvatore Grimaldi Totò (fisarmonica), Marchino Zanotti (percussioni urban)
- Sognando Sognando: Fabio KoRyu Calabrò (iujulele banjo), Michele Lazzarini (flauti etnici)
- Due nonni innamorati: Marco Bovi (banjo), Claudio Miceli (sax), Alessandro Altarocca (contrabbasso

Nella giornata finale, durante la fase di riascolto, hanno mostrato tramite highlights, le esibizioni con musica dal vivo.

## Sigle delle puntate
Ogni puntata ha una sigla diversa per festeggiare una decade dello zecchino:
- Prima puntata - Quarantaquattro gatti (Giuseppe Casarini)
- Seconda puntata - Il caffè della Peppina (Tony Martucci/Alberto Anelli)
- Terza puntata - Popoff (Anna Benassi/Paolo Gualdi, Mario Pagano)
- Quarta puntata - Girotondo intorno al mondo (Sergio Endrigo)
- Quinta puntata - Le tagliatelle di nonna Pina (Gian Marco Gualandi)